# O'Donnell (Teksas)
O'Donnell je grad u američkoj saveznoj državi Teksas. Prema popisu stanovništva iz 2010. u njemu je živjelo 831 stanovnika.